# Karl Waechter (Unternehmer)
Karl Leonhard Waechter (* 1840 in Stettin; † 22. Mai 1913 in (Berlin-)Charlottenburg) war ein deutscher Bauingenieur, Bauunternehmer sowie Gründer zahlreicher Eisenbahngesellschaften, insbesondere von Klein- und Nebenbahnen.

## Leben
Karl Waechters Eltern waren der Stettiner Kaufmann Julius Leonhard Waechter und dessen Ehefrau Louise Waechter, geborene Konold. Karl Waechter wuchs in seiner Geburtsstadt Stettin auf, wo er am dortigen Marienstiftsgymnasium das Abitur bestand. Auf der Berliner Bauakademie legte er als einer der jüngsten Absolventen das Staatsexamen zum Regierungsbaumeister (Assessor in der öffentlichen Bauverwaltung) ab. 1867 erhielt Karl Waechter in der Kategorie Ingenieurwesen im Wasser-, Eisenbahn und Maschinenbau den Schinkelpreis für seinen Entwurf einer Eisenbahnbrücke über den Rhein bei Düsseldorf. Das Preisgeld nutzte er zu mehreren Studienreisen nach Großbritannien, wo sein älterer Bruder Max Waechter seit 1859 lebte und als Unternehmer tätig war.
Einer kurzen Tätigkeit als Regierungsbaumeister im Staatsdienst beim Bau der Eifelbahn folgte die Betreuung von Bahnprojekten in Rumänien. Danach wurde er Direktor der Berliner Nord-Eisenbahn-Gesellschaft. Bei deren Verstaatlichung 1875 wechselte er in die Tiefbauunternehmung R. Schneider. Unter seiner Leitung wurden umfangreiche Eisenbahn- und Hafenbauten ausgeführt. Auch am Bau Berliner Ringbahn (bis 1877) und der Berliner Stadtbahn (ab 1875) war er mit der Übernahme umfangreicher Bauausführungen beteiligt.
Nachdem er sich bereits in Hannover als Teilhaber und Mitarbeiter des Unternehmens Wilhelm Hostmann & Co. mit dem Bau und Betrieb von Gruben- und Anschlussbahnen sowie schmalspurigen Eisenbahnen beschäftigt hatte, gründete Karl Waechter 1885 in Berlin mit dem Tiefbauunternehmer Carl Hubert Vering aus Hannover die Eisenbahn-Bau- und Betriebsgesellschaft Vering & Waechter. Das 1892 erlassene Preußisches Kleinbahngesetz eröffnete dem Unternehmen, das 1897 seit Carl Verings Tod von Karl Waechter weitergeführt wurde, ein breites Betätigungsfeld. Waechter finanzierte und errichtete im gesamten Deutschen Reich zahlreiche schmal- und normalspurige Kleinbahnen, Straßenbahnen und Eisenbahnen des regionalen und lokalen Verkehrs.
Karl Waechter war mit Maria Johanna Elisabeth, geborene Schneider, verheiratet. Er starb 1913 im Alter von 72 Jahren. Zeitgenössische Nachrufe würdigten neben seinen Verdiensten für das Klein- und Nebenbahnwesen Deutschlands seine große Bescheidenheit, seine „tiefe, nicht zu erschöpfende Herzensgüte“ und sein „daraus entspringendes Wohlwollen gegenüber Mitarbeitern und Untergebenen“.

## Eisenbahnstrecken
- 1887: Selketalbahn (Sachsen-Anhalt)
- 1889: Frankfurter Waldbahn (Hessen)
- 1892: Straßenbahn Gera
- 1894: Dessau-Wörlitzer Eisenbahn (Sachsen-Anhalt)
- 1894: Münstertalbahn (Baden-Württemberg)
- 1895: Kandertalbahn (Baden-Württemberg)
- 1896: Kleinbahn Groß Peterwitz–Katscher (Woiwodschaft Opole, Polen)
- 1896: Kleinbahn Voldagsen-Duingen-Delligsen (Niedersachsen)
- 1898: Achertalbahn (Baden-Württemberg)
- 1900: Neukölln-Mittenwalder Eisenbahn (Berlin und Brandenburg)
- 1900: Vorwohle-Emmerthaler Eisenbahn (Niedersachsen)
- 1900: Teutoburger Wald-Eisenbahn (Nordrhein-Westfalen und Niedersachsen)
- 1900: Jagsttalbahn (Baden-Württemberg)
- 1904: Harmersbachtalbahn (Baden-Württemberg)

## Auszeichnungen
- Herzoglich Anhaltischer Baurat
- Königlich Preußischer Baurat